# Sainte-Anne-sur-Vilaine
Sainte-Anne-sur-Vilaine är en kommun i departementet Ille-et-Vilaine i regionen Bretagne i nordvästra Frankrike. Kommunen ligger i kantonen Grand-Fougeray som tillhör arrondissementet Redon. År 2022 hade Sainte-Anne-sur-Vilaine 1 032 invånare.

## Befolkningsutveckling
Antalet invånare i kommunen Sainte-Anne-sur-Vilaine
Referens:INSEE